# Tobias Sippel
Tobias Sippel (Bad Dürkheim, 22 de março de 1988) é um futebolista alemão que atua como goleiro.

## Carreira
Tendo começado a carreira nas categorias de base do Bad Dürkheim, time de sua cidade, Sippel foi convidado a ingressar nos juniores do Kaiserslautern em 1998, ficando por lá até 2005, quando foi promovido à equipe reserva.
Em 2007, o jovem goleiro foi içado ao time principal, ficando como terceira alternativa ao gol dos Die roten Teufel (Jürgen Macho era o titular e Florian Fromlowitz, reserva imediato)
A partir de 2008, Sippel passou de terceiro goleiro a titular, visto que Macho havia deixado o Kaiserslautern e Fromlowitz jogou dez partidas antes de se lesionar.